# Mosaïque
Mosaïque es un álbum de Gipsy Kings, lanzado en 1989.

## Lista de canciones
| N.º | Título                   | Duración |  |
| 1.  | «Caminando por la calle» | 4:17     |  |
| 2.  | «Viento del arena»       | 5:27     |  |
| 3.  | «Mosaïque»               | 3:40     |  |
| 4.  | «El camino»              | 5:03     |  |
| 5.  | «Passion»                | 3:01     |  |
| 6.  | «Soy»                    | 3:10     |  |
| 7.  | «Volare»                 | 3:38     |  |
| 8.  | «Trista Pena»            | 4:29     |  |
| 9.  | «Liberte»                | 4:01     |  |
| 10. | «Serrana»                | 4:19     |  |
| 11. | «Bossamba»               | 3:18     |  |
| 12. | «Vamos a bailar»         | 5:09     |  |